# McMaster & James
McMaster & James war ein kanadisches Pop-Duo aus Winnipeg, Manitoba, Kanada.
Die Gruppe war benannt nach seinen Hauptmitgliedern, Luke McMaster und Rob James (Sänger), welche sich im Jahr 1997 zusammengefunden hatten. Ihre selbstbetitelte Debüt- und gleichzeitig einzige CD wurde im Februar 2000 unter dem Label BMG herausgegeben. Im selben Jahr folgte eine Tournee inklusive Auftritte als Eröffnungsgruppe im Rahmen der Christina Aguilera Tournee in Kanada. Außerhalb Nordamerika ist beziehungsweise war die Band relativ wenig bekannt. Das Duo war erfolgreich mit Hits wie Love Wins Everytime, Sweet Sensation, I Understand und Thank You, welche viel 'Airplay' bei kanadischen Radiostationen erhielten.